# Potamogeton × apertus
Potamogeton × apertus là một loài thực vật có hoa lai ghép trong họ Potamogetonaceae. Loài này được Miki miêu tả khoa học đầu tiên năm 1935.